# Брюкнер, Вильгельм
Вильгельм Брю́кнер (нем. Wilhelm Brückner; 11 декабря 1884, Баден-Баден — 18 августа 1954, Хербсдорф, Верхняя Бавария) — обергруппенфюрер СА (9.11.1934), шеф адъютантов Адольфа Гитлера до 1940 года.

## Биография
Брюкнер вырос в Баден-Бадене. Изучал право и экономику в Страсбурге, Фрайбурге, Гейдельберге и Мюнхене.
Во время Первой мировой войны Брюкнер был офицером баварского пехотного полка и имел чин лейтенанта. После войны он вступил в баварский добровольческий корпус фон Эппа и принял участие в разгроме Баварской советской республики.
В конце 1919 года Брюкнер вновь поступил в университет, но изучал в течение трех лет технику съемки кинофильмов. В конце 1922 года он вступил в НСДАП и несколько месяцев спустя, 1 февраля 1923 года, стал командиром полка СА в Мюнхене. Он был одним из тех, кто активно подталкивал руководство партии устроить восстание.
Брюкнер принял участие в пивном путче 8—9 ноября 1923 года в Мюнхене, за участие в котором был осужден на полтора года тюремного заключения. По решению судебных властей он был отпущен на свободу через четыре с половиной месяца и вновь возглавил свой старый полк СА.
1 августа 1930 года Брюкнер стал адъютантом и телохранителем Адольфа Гитлера, затем был назначен шеф-адъютантом. В связи с этим он имел большое влияние во внутреннем кругу Гитлера, наряду с Йозефом Геббельсом и Зеппом Дитрихом, принимал участие в пропагандистском фильме «Гитлер над Германией» (1932). Тем не менее вскоре Брюкнер попал в немилость фюрера. Летом 1933 года Брюкнер вместе с подругой, художницей Софи Штарк, попал в автомобильную аварию на повороте у города Рейта, оба получили серьёзные увечья. Через некоторое время беззаботный ловелас Брюкнер увлёкся другой женщиной и привёз её в Бергхоф представить Гитлеру. По воспоминаниям секретаря Гитлера Кристы Шрёдер, Гитлер был возмущён тем, что его шеф-адъютант не женился на пострадавшей из-за Брюкнера Софи Штарк, и выставил его вместе с новой подружкой из Бергхофа.
9 ноября 1934 года Брюкнер получил чин обергруппенфюрера СА. 15 января 1936 года Брюкнер стал почётным гражданином Детмольда (лишен звания решением городского совета от 9 ноября 1945). Брюкнер, которого очень любили посетители рейхсканцелярии за его прямоту и приветливость, потерял все своё влияние с началом войны. Он стал замечать, что постепенно адъютанты от вермахта и СС приобретают больше влияния в ущерб ему. 18 октября 1940 года Брюкнер был неожиданно уволен за спор с комендантом Бергхофа Артуром Канненбергом. Скорее всего, к увольнению Брюкнера был причастен Мартин Борман.
На посту шефа адъютантов Брюкнера сменил Юлиус Шауб. Брюкнер же служил на фронте в вермахте и к концу войны имел чин полковника.

## Награды
Кавалер ордена Крови Nr.968 от 9/11/1933